# Armando Bógus
Armando Bógus (ur. 19 kwietnia 1930 w São Paulo, zm. 2 maja 1993 w São Paulo) – brazylijski aktor telewizyjny, filmowy i teatralny. 

## Życiorys

### Kariera
Po występie na dużym ekranie dramacie Konkordat moralności (Moral em Concordata, 1959), grał w telewizji w produkcjach TV Excelsior, TV Cultura a następnie Rede Globo, a także na scenie w sztukach takich jak Marat-Sade (1967) i Hair (1969). 
Popularność przyniosły mu role w brazylijskich telenowelach, m.in. były handlarz Nacib w Gabrieli (1975 ), Estevão Bastos w Dużym domu (O Casarão, 1976) czy W kamiennym kręgu (Ciranda de Pedra, 1981) jako lekarz Daniel. 
. Był jednym z aktorów z pierwszej wersji Ulicy Sezamkowej (1972) wraz z Sônią Bragą, Laerte Morrone i Aracy Balabanian. W miniserialu Czas i wiatr (O Tempo e o Vento, 1985) wystąpił jako Lycurgus Cambara

### Życie prywatne
Studiował w Colégio Marista Arquidiocesano. Był kuzynem dziennikarza Luísa Nassifa.
Był dwukrotnie żonaty. Z pierwszego związku małżeńskiego z aktorką Iriną Grecco miał syna Marco Antonio.
Zmarł w wieku 63. lat na białaczkę, będąc prawie dwa miesiące w syryjsko-libańskim szpitalu w São Paulo, w trakcie chemioterapii.

## Seriale TV/telenowele
- 1964: A Outra Face de Anita (TV Excelsior) jako
- 1964: As Solteiras (TV Excelsior) jako Luiz Emílio
- 1964: O Pintor e a Florista (TV Excelsior) jako Marcos
- 1965: Os Quatro Filhos (TV Excelsior) jako Gérson
- 1966: Almas de Pedra (TV Excelsior) jako Ricardo
- 1966: As Minas de Prata (TV Excelsior) jako Cristovão
- 1966: Redenção (TV Excelsior) jako Eduardo
- 1968: Legião dos Esquecidos (TV Excelsior) jako Roberto
- 1969: Sangue do Meu Sangue (TV Excelsior) jako Maurício Camargo
- 1970: A Próxima Atração jako Pardal
- 1972: Vila Sésamo jako Juca
- 1975: Gabriela jako Nacib
- 1976: O Casarão jako Estevão Bastos
- 1977: Sem Lenço, Sem Documento jako Henrique
- 1978: Pecado Rasgado jako Nélio
- 1979: Marron Glacê jako Nestor
- 1980: Chega Mais jako Nestor
- 1980: Coração Alado jako Gamela
- 1981: W kamiennym kręgu (Ciranda de Pedra) jako Daniel
- 1982: Final Feliz
- 1982: Sétimo Sentido jako Valério Ribeiro
- 1983: Champagne jako Farid
- 1983: Louco Amor
- 1984: Meu Destino É Pecar jako Narrador
- 1984: Partido Alto jako Artur
- 1985: O Tempo e o Vento jako Licurgo Cambará
- 1985: Roque Santeiro jako Zé das Medalhas
- 1987: Bambolê jako Gabriel
- 1988: Bebê a Bordo jako Liminha
- 1989: Tieta jako Modesto Pires
- 1990: Meu Bem, Meu Mal jako Felipe Mello
- 1992: Pedra Sobre Pedra jako Cândido Alegria
- 1993: Sex Appeal jako Baltazar

## Filmy fabularne
- 1958: Macumba na Alta
- 1959: Moral em Concordata jako Chico
- 1968: Anuska, Manequim e Mulher jako amigo de Sabato
- 1969:  A Compadecida jako João Grilo
- 1970: Parafernália, o Dia da Caça jako Paulo
- 1978: Doramundo
- 1978: J.J.J., O Amigo do Super-Homem jako João Juca Júnior (J.J.J.)
- 1978:  O Cortiço jako João Romão
- 1979: Paula - A História de uma Subversiva
- 1979: Por um Corpo de Mulher
- 1979: Teu Tua
- 1982: Os Campeões jako Mário